# 紺野栞
紺野 栞（こんの しおり、1994年10月23日 - ）は、日本のタレント、グラビアアイドル、女優。滋賀県大津市出身。現在、フリーランスで活動中。過去にはマグニファイエンタテインメントに所属していた。

## 経歴
高校時代はカヌー部に所属。インターハイで3位、国民体育大会で9位の経歴を持つ。
高校卒業後、服飾関連の専門学校に入学するも、僅か4カ月で中退する。芸能関係の仕事に興味があり、裏方として芸能関係の仕事に就こうと思ったが興味が湧かず、しばらく結婚式場で働いた結果、裏方より表舞台に立ちたかったんだという気持ちに気づき、女優を目指し芸能事務所の門を叩く。
事務所には女優志望で胸が豊かなことを隠して入ったことから、ゆとりのある服を着たり、猫背にして胸を張らないように気を付けていたが、マネージャーにバストの事を指摘され、2015年グラビアアイドルとしてデビューする。
2015年、初のグラビアDVD『ミルキー・グラマー』が竹書房より発売される。2016年4月にBS朝日『ハラホリ』に出演。
2017年8月31日に所属事務所のシンフォニアを退所。その後、マグニファイエンタテインメントに所属した事を報告。
2017年11月に同事務所所属の小島みゆ、うさまりあらとYouTuberグループ「あんらぶ気分」を結成。2018年2月に大塚びるが加入。現在は阿久津真央、宮永薫、桜田愛音との4人組として活動しており、初期メンバーは紺野栞のみとなっている。
2024年3月1日、自身のSNSを更新しマグニファイエンタテインメントとの契約満了に伴い退所したこと、その後はフリーランスで活動することを報告した。
2025年にはグラビアキャリア約10年目で初めて『週刊プレイボーイ』に撮り下ろし掲載された。

## 人物
趣味は神社仏閣巡り。特技はカヌー、トロンボーン。また、肉や甘いものが好きと語っている。長時間のゲーム実況配信や視聴者からのリクエスト動画をYouTube『紺野エスカルゴ』にアップしている。
デビュー当初はコンプレックスである胸をアピールすることが不本意であったが、2018年5月のインタビューでは、グラビアの仕事は豊かな胸が武器になり、大きなお尻も出せば出すほど魅力になると答えていた。
しかし、2019年3月放送のテレビ番組『中居くん決めて!』（TBS）において胸の縮小手術を相談。本来は胸の脂肪を全て除去する意向であったが、中居正広らの助言を受け、デビュー時のFカップへの縮小手術を前向きに検討することを発表し、大きな話題となったが、2020年のインタビューで胸の縮小手術をやめることにしたと語っている。また、実際はバストが105cmであるが、キリがよいという理由から100cmでプロフィールに掲載していたことを公表した。

## 出演

### テレビ
- ランク王国（TBSテレビ）
- ハラホリ（BS朝日）
- アド街ック天国（テレビ東京）
- ダイエット総選挙2017夏の陣  (TBSテレビ)
- 笑福亭鶴光のオールナイトニッポン.TV@J:COM (J:COM)
- 良かれと思って!女性芸能人50人が芸能人の㊙️ウラ事情を暴露SP (フジテレビ)
- さまスポ (テレビ東京)
- 中居くん決めて!（TBS、2019年3月11日）
- タモリ倶楽部 （テレビ朝日、2020年5月2日放送）

### ウェブテレビ
- Ratia TV
- ぶるぺん
- モヤモヤさまぁ～ず２（配信オリジナル）しこしこさまぁ～ず３
- モヤモヤさまぁ～ず2 ムチムチVSしこしこ 炎の軍団対抗戦（2018年4月15日、29日 Paravi）
- 内村さまぁ〜ず SECOND #303『これが出来たら取っ払い！東ＭＡＸランド２０１８～Ｆｉｎａｌｌｙ～』（2018年12月3日、Amazonプライムビデオ）
- アイドル★スピリット
- 占いTV
- ニコニコQ LIVE（ニコニコ生放送）
- ノリケンサンバ（2017年〜2019年4月、OPENREC） - 準レギュラー

### 映画・ドラマ
- ぞくり。怪談夜話・投稿実話物語 闇 第3話「お祭り」工藤タマエ 役

### 舞台
- 嶺上開花 - ドーラ 役
- ぴんすぽ！- 惡久戸企笑 役
- 即興舞台・こんなはずじゃなかった。
- 悲しき天使 - アユミ役
- ゴジのラ - ユミ 役
- BILL'S BILLS BUILDS[22] - ギルダ 役

## 作品

### イメージDVD
※太字タイトルはBD版同時発売
- ミルキー・グラマー（2015年5月22日、竹書房）[23]
- 恋の栞（2015年9月17日、ギルド）[24]
- 純白プリン（2015年12月18日、イーネット・フロンティア）[25]
- しおりずむ（2016年5月25日、エアーコントロール）[26]
- 教えて、紺野先生（2017年2月24日、竹書房）[27]
- 君色フレーバー（2017年7月21日、イーネット・フロンティア）[28]
- ゆるふわ彼女（2017年11月23日、ギルド）[29]
- 好きでもいいですか？（2018年10月24日、イーネット・フロンティア）[30]
- 虹色のしおり（2019年1月20日、ラインコミュニケーションズ）[31]
- むちふわ（2019年5月24日、竹書房）[32]
- 栞曲線（2019年8月30日、エスデジタル）[33][34]
- 栞プリズム（2019年12月20日、スパイスビジュアル）[35]
- S-BODY（2020年5月29日、エスデジタル）[36][37]
- ぷるっとふわっと（2020年9月25日、スパイスビジュアル）[38]
- ハウスガール！（2021年2月20日、ラインコミュニケーション）[39]
- 過保護すぎる姉さんと一つ屋根の下（2021年7月25日、エアーコントロール）[40]
- フラチなHかっぷ（2022年10月25日、エアーコントロール）[41]
- シオリンク（2023年4月28日、エスデジタル）[42]
- 君との栞（2024年11月27日、スパイスビジュアル）[43]
- しおりとイチャつきたい（2025年7月25日、竹書房）[44]

### VR
- 紺野栞のトレーナーだから目の前で躍動するカラダを見るのが仕事、そういう世界。（2020年1月17日、ファンタスティカ）
- 狭いコタツの中で紺野栞とくっついて隠れた無邪気な想い出、そんな世界。（2020年1月24日、ファンタスティカ）

### 動画配信
- 必撮！まるごと☆紺野栞【完全版】（2018年4月1日、アイロゴス、※DMM独占配信）
- 必撮！まるごと☆紺野栞（2018年4月27日、アイロゴス）
- グラビア学園MOVIE 紺野栞 1（2018年6月29日、グラビア学園）
- グラビア学園MOVIE 紺野栞 2（2018年6月29日、グラビア学園）
- I-ONE NEXT 紺野栞（2019年2月1日、I-ONE NEXT）
- 必撮！まるごと☆紺野栞2【完全版】（2019年7月1日、アイロゴス、※DMM独占配信）
- 必撮！まるごと☆紺野栞2（2019年8月9日、アイロゴス）

## 書籍

### 雑誌
- 金のEX NEXT ミリオン出版
- SPA！扶桑社
- 週刊実話
- キスカ竹書房
- 週刊プレイボーイ集英社
- Dynamite FRIDAY講談社
- EX大衆グラドル名鑑 双葉社
- アサヒ芸能
- EXMAXぶんか社
- CIRCUS MAX
- 「サーカス・マックス スペシャル」～今、一番すごいグラビア美女たち～
- GIRLS-PEDIA2016 SUMMER KADOKAWA
- 週間アスキー KADOKAWA
- ヤングアニマル 白泉社
- EXMAX SPECIAL Vol.123 ぶんか社

### 電子書籍
- 紺野栞「栞と一緒」（2016年11月7日、ギルド）
- 紺野栞「やわらかいよ」 (Bamboo e-Book)（2017年6月1日、竹書房）
- 紺野栞「はみだし宣言」 (Bamboo e-Book)（2017年6月1日、竹書房）
- 紺野栞「緊張しないで」 (Bamboo e-Book) （2017年6月1日、竹書房）
- 紺野栞「見せちゃう」 (Bamboo e-Book) （2017年6月1日、竹書房）
- 紺野栞「教えて先生」 (Bamboo e-Book)（2017年6月1日、竹書房）
- 紺野栞 「ゆるふわ」（2017年11月29日、ギルド）
- おっとり系OLの業務日誌　紺野栞 必撮！まるごと☆（2018年4月15日、アイロゴス、撮影：富田恭透）
- 集中させない家庭教師　紺野栞 必撮！まるごと☆（2018年5月1日、アイロゴス、撮影：富田恭透）
- 恋人　紺野栞 必撮！まるごと☆（2018年6月1日、アイロゴス、撮影：富田恭透）
- 紺野栞　ヘッドホン爆乳女子　グラビア学園（2018年6月29日、グラビア学園）
- 紺野栞　柔らか爆乳ニット　グラビア学園（2018年6月29日、グラビア学園）
- 紺野栞　おっぱいは何でも許してくれる　グラビア学園（2018年6月29日、グラビア学園）
- Venus Body　紺野栞 必撮！まるごと☆（2018年7月13日、アイロゴス、撮影：富田恭透）
- 紺野栞　自撮り写真集　グラビア学園（2018年7月13日、グラビア学園）
- 紺野栞　恋の栞 （2018年8月24日、DEC）
- 大容量255枚 紺野栞 BEST vol.1 必撮！まるごと☆（2018年10月5日、アイロゴス、撮影：富田恭透）
- 紺野栞　しおおおコンプリート！！　グラビア学園（2019年1月23日、グラビア学園）
- 刺激がほしい　紺野栞 必撮！まるごと☆（2019年9月4日、アイロゴス、撮影：横内禎久）
- 紺野栞「けっこう重いよ」 (Bamboo e-Book)（2019年9月27日、竹書房）
- 紺野栞「こぼれそう」 (Bamboo e-Book)（2019年9月27日、竹書房）
- 紺野栞「完熟フルーツ」 (Bamboo e-Book) （2019年9月27日、竹書房）
- 僕専属のナースさん　紺野栞 必撮！まるごと☆（2019年10月1日、アイロゴス、撮影：横内禎久）
- こんちゃんと一緒　紺野栞 必撮！まるごと☆（2019年11月5日、アイロゴス、撮影：横内禎久）
- 衝撃Hcup　紺野栞 必撮！まるごと☆（2019年12月2日、アイロゴス、撮影：横内禎久）
- 紺野栞　グラ飯図鑑（2020年1月31日、KADOKAWA）